# Саїф Саїд Шахін
Саїф Саїд Шахін (араб. سيف سعيد شاهين, англ. Saif Saaeed Shaheen; до прийняття катарського громадянства — Стівен Чероно (англ. Stephen Cherono); нар. 15 жовтня 1982) — катарський (із 2003) легкоатлет кенійського походження, який спеціалізувався в стипль-чезі та бігу на довгі дистанції.
Брати:
- Крістофер Чероно (нар. 1974) — чемпіон світу зі стипль-чезу та кросу.
- Абрахам Чероно[en] (нар. 1980) — чемпіон світу з кросу;

## Спортивні досягнення
Дворазовий чемпіон світу з бігу на 3000 метрів з перешкодами (2003, 2005).
Срібний призер з бігу на 3000 метрів на чемпіонаті світу в приміщенні (2006).
Срібний (2004) та бронзовий (2005) призер у командному заліку на короткій дистанції на чемпіонаті світу з кросу (в індивідуальному заліку був п'ятим (2004) та четвертим (2005) відповідно). Був 6-м на фініші короткої дистанції на чемпіонаті світу з кросу-2006.
Срібний призер у командному заліку на довгій дистанції на чемпіонаті світу з кросу (2005, 8-е місце в індивідуальному заліку). Був 13-м на фініші довгої дистанції на чемпіонаті світу з кросу-2009.
Переможець забігів на 5000 метрів та 3000 метрів з перешкодами на Кубку світу (2006).
Чемпіон світу серед юнаків з бігу на 2000 метрів з перешкодами (1999).
Срібний призер з бігу на 5000 метрів та 3000 метрів з перешкодами на чемпіонаті Азії (2003).
Чемпіон Азії в приміщенні з бігу на 3000 метрів (2006).
Бронзовий призер з бігу на 3000 метрів з перешкодами на чемпіонаті Африки (2002).
Чемпіон Ігор Співдружності з бігу на 3000 метрів з перешкодами (2002).
Ексрекордсмен світу та рекордсмен Азії з бігу на 3000 метрів з перешкодами — 7.53,63 (2004).
Рекордсмен світу серед юніорів з бігу на 3000 метрів з перешкодами — 7.58,66 (2001).